# Acuerdo de Peshawar
El 24 de abril de 1992 se anunció el Acuerdo de Peshawar por varios, pero no todos, los partidos muyahidines afganos. Gulbuddin Hekmatyar, líder de Hezb Islami, se había opuesto desde marzo de 1992 a estos intentos de formar un gobierno de coalición . El acuerdo proclamó un gobierno interino afgano llamado Estado Islámico de Afganistán. para comenzar a prestar servicio el 28 de abril de 1992 Debido a fuerzas rivales que competían por el poder total, ese gobierno interino quedó paralizado desde el principio.
Los partidos muyahidines afganos que discutían en Peshawar, Pakistán, habían acordado el 26 de abril de 1992 proclamar un consejo de liderazgo que asegurara poderes residuales a los líderes de los partidos bajo un gobierno provisional. El presidente Sibghatullah Mojaddedi o Mujaddidi (un líder religioso) en funciones del 28 de abril al 28 de junio de 1992. el líder de Jamiat-e Islami, Burhanuddin Rabbani luego lo sucedió como presidente interino hasta el 28 de octubre, y también en 1992 una shura nacional debía ratificar una constitución provisional y elegir un presidente interino gobierno durante dieciocho meses, seguido de elecciones. En el Acuerdo de Peshawar, Ahmad Shah Masud fue nombrado ministro de Defensa interino para el gobierno de Mujaddidi.

## Antecedentes históricos

La bandera de Afganistán en los meses posteriores a la firma de los acuerdos.

En abril de 1992, el gobierno comunista afgano de Mohammad Najibullah, respaldado por los soviéticos, ya no pudo sostenerse contra los muyahidines afganos. Los muyahidines de Ahmad Shah Masud, aliados con los ismailíes de Sayyid Mansor y las fuerzas del ex general comunista Abdul Rashid Dostum, capturaron la principal base de la fuerza aérea de Afganistán Bagram, a setenta kilómetros al norte de Kabul. Altos generales comunistas y funcionarios de la administración de Najibullah actuaron como autoridad de transición para transferir el poder a la alianza de Ahmad Shah Masud. La autoridad interina de Kabul invitó a Massoud a entrar en Kabul como nuevo jefe de Estado, pero él se contuvo. Massoud ordenó a sus fuerzas, posicionadas al norte de Kabul, que no entraran en la capital hasta que se alcanzara una solución política. Pidió a los altos dirigentes del partido exiliados en Peshawar que elaboren un acuerdo político aceptable para todas las partes y partidos.
Mientras tanto, otras facciones muyahidines comenzaban a avanzar hacia la capital, Kabul, desde diferentes lados, el Hezbi Islami de Gulbuddin Hekmatyar desde el sur,
Ittehad-e Islami (Organización Dawah Islámica de Afganistán) de Abdul Rasul Sayyaf desde el oeste, el Hezb-e Wahdat de Abdul Ali Mazari también desde el oeste y el Hezb-e Islami Khalis desde el este.
La comunidad internacional, en la forma de las Naciones Unidas y la mayoría de los partidos políticos afganos, decidieron nombrar un gobierno nacional legítimo, para suceder al gobierno comunista, a través de un acuerdo de élite entre los diferentes partidos de la resistencia.
Mientras los líderes externos de los partidos afganos se reunían en Peshawar, la situación militar en torno a Kabul que involucraba a los comandantes internos era tensa. Mientras Massoud apoyó el proceso de Peshawar para establecer un gobierno de coalición amplio que incluyera a todas las partes, Hekmatyar buscó convertirse en el único gobernante de Afganistán afirmando: En nuestro país, un gobierno de coalición es imposible porque, de una forma u otra, será débil e incapaz de estabilizar la situación en Afganistán Massoud afirmó: "Todos los partidos habían participado en la guerra, en la yihad en Afganistán, por lo que tenían que tener su parte en el gobierno y en la formación del gobierno. Afganistán se compone de diferentes nacionalidades. Estábamos preocupados sobre un conflicto nacional entre diferentes tribus y diferentes nacionalidades. Para dar a cada uno sus propios derechos y también para evitar el derramamiento de sangre en Kabul, dejamos la palabra a las partes para que decidieran sobre el país en su conjunto. Hablamos de ello durante "Una etapa temporal y luego se debe preparar el terreno para una elección general".
Una comunicación de radio grabada entre los dos líderes mostró la división cuando Massoud le preguntó a Hekmatyar: "El régimen de Kabul está listo para rendirse, así que en lugar de luchar debemos reunirnos... Los líderes se están reuniendo en Peshawar... Las tropas no deberían entrar en Kabul, deberían entrar más tarde como parte del gobierno". La respuesta de Hekmatyar fue: "Marcharemos hacia Kabul con nuestra espada desnuda. Nadie puede detenernos. ... ¿Por qué deberíamos reunirnos con los líderes?" Massoud respondió: "Me parece que usted no quiere unirse a los líderes en Peshawar ni detener su amenaza, y está planeando entrar en Kabul... en ese caso debo defender al pueblo".
En ese momento, incluso Osama bin Laden, que había trabajado extensamente con Hekmatyar en Peshawar, instó a Hekmatyar a "volver con sus hermanos" y aceptar un compromiso con los otros partidos de la resistencia. Pero Hekmatyar se negó, confiado en que podría hacerse con el poder exclusivo en Afganistán.

## Texto del Acuerdo de Peshawar
El texto del Acuerdo de Peshawar proporcionado por las Naciones Unidas y de la Universidad de Ulster:
| Acuerdo de Peshawar |
| En el nombre de Allah, el más compasivo, el más misericordioso saludos y paz sean con el gran mensajero de Allah y su progenie y compañeros. La estructura y el proceso para el período provisional del Estado Islámico de Afganistán, se formó de la siguiente forma: 1. . Se decidió que una delegación de 51 personas, encabezado por Hazrat Sahib Sibghatullah Mojaddedi, entraría en Afganistán para poder tomar el poder de los actuales gobernantes de Kabul, completamente y sin términos ni condiciones durante el período de dos meses. El titular de este organismo también representará a la Presidencia del Estado durante estos dos meses. Después de este período, este organismo seguirá siendo un Consejo Islámico provisional, junto con el Estado de Transición y su presidencia recaerá en Hazrat Sahib. El período de este Consejo, será también de cuatro meses. 2. . Se decidió que el profesor Rabbani permanecerá como Presidente del Estado Islámico de Transición de Afganistán y jefe del Consejo de Liderazgo durante cuatro meses. Comenzará oficialmente su trabajo cuando transcurran los dos meses del traspaso del poder. 3. . El plazo antes mencionado no se ampliará ni siquiera en un día. 4. . El primer ministro y los demás miembros del Gabinete serán nombrados entre los miembros de segundo grado del Tanzeemat, a discreción de los jefes del Tanzeemat. 5. . El cargo de primer ministro fue asignado al Hizb-e-Islami, Afganistán. 6. . El vice primer ministro y el Ministerio del Interior, a Ittehad-e-Islami, Afganistán. 7. . El vice primer ministro y el Ministerio de Educación, al Hizb-e-Islamic de Maulvi Khalis. 8. . El vice primer ministro y el Ministerio de Asuntos Exteriores del Frente Nacional Islámico. 9. . El Ministerio de Defensa a Jamaat-e-Islami, Afganistán. 10. . La Corte Suprema a la Organización Harkat-e-Inqilab-e-Islami. 11. . También se decidió que el Consejo de Liderazgo, además de hacer la división de nombramientos en los Ministerios, también determinará los Ministerios para Hizb-e-Wahdat, Shura-e-Etelaf (Consejo de Coalición), Maulvi Mansoor y otros hermanos. 12. . El plazo total de este proceso será de seis meses. En cuanto al Gobierno de Transición, el Consejo Islámico tomará una decisión unánime. El período de este Gobierno de Transición será de dos años. |